# Centrumkajen

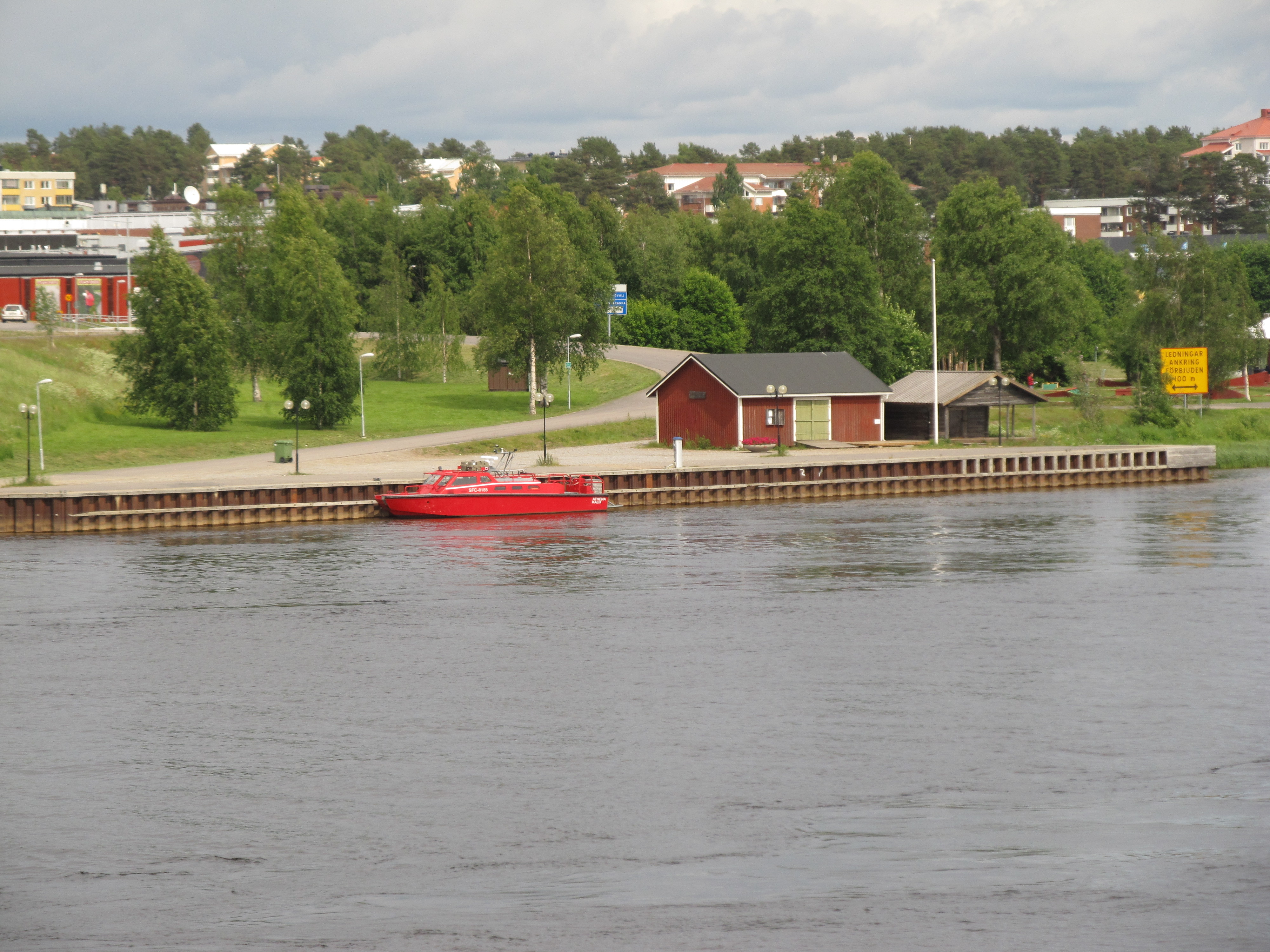
Centrumkajen i Kalix och Kalix fiskemuseum, år 2013.

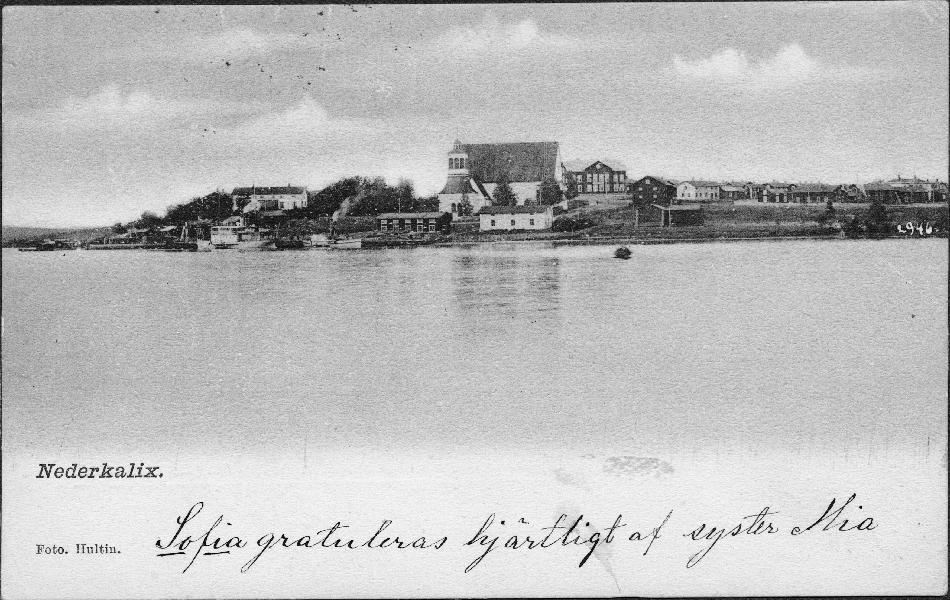
2 båtar syns ligga inne vid Kalix hamn till vänster om kyrkan någon gång vid 1900-talets början.

Centrumkajen är en kaj i Kalix tätort. Förr i tiden skedde det mer verksamhet på platsen då Kalix hamn fanns här där gods- och passagerarbåtar ankom. Numera går det oftast någon turbåt per sommar till Kalix skärgård. Platsen kallades även förr Kalix färjställe då båtskjutsar gick över till andra sidan älven. Detta upphörde när Kalixbron kom till 1930. Sedan 1995 håller Kalix fiskemuseum till här vid kajen och visar utställning om fiskehistorien i Kalix med foton och föremål.

## Kalix hamn
År 1849 började det att gå reguljär ångbåtslinjetrafik till och förbi Nederkalix. Det var det Norrländska Ångfartygsbolaget som grundades i Stockholm 1835 som skötte trafiken. Premiärturen gick den 13 juni 1849 och det var båten Örnsköld som fick göra den resan. Restiden 1860 från Stockholm till Haparanda med stopp i Piteå, Luleå, Råneå och Kalix tog 4 dagar med båten Volontaire vilket var lite snabbare än dåtidens andra kustångare. 1892 beslöt Bottniska Ångfartygs AB att deras båtar inte längre skulle gå in till hamnen i Kalix där djupet bara var 2,5 meter, utan man anlöpte Karlsborgs hamn istället vilket andra bolag också började göra. Senare på 1910-talet tillkom Haparandabanan vilket blev en konkurrent för båttrafiken. Ångbåtstrafik på sträckan Luleå-Haparanda pågick varje år från 1894 till 1930. Många bogserbåtar brukade också lägga till vid kajen, och lasta ved eller ligga förtöjda där. Det fanns även en till kaj på motsatt sida som inte finns kvar idag som kallades för Övre kajen.

### Hamnen på senare tid
På senare tid under 2000-talet har det avgått turbåtar till bland annat Malören och Haparanda-Sandskär med båten M/S Laponia och det har även avgått midnattskryssningar till Luleå. Båten M/F Gajecha har även kört vissa turer ut till Kalix skärgård.
I Karlsborg finns det också en hamn, och det är den som numera kallas för Kalix hamn sedan oktober 2010. Det är numera dit som dagens båtar med last kommer. Båten M/S Laponias avgångar brukar även ske från kajen i Karlsborg.

## Kalix färjställe

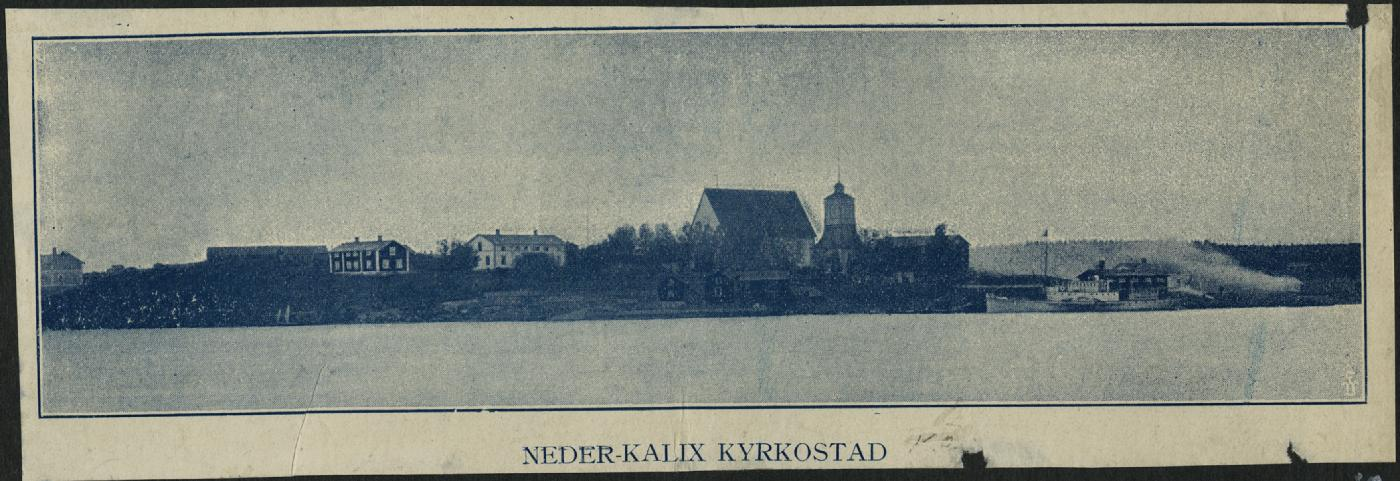
Nedanför kyrkan låg det gamla färjstället till 1930 när den första Kalixbron stod färdig.

Innan Kalixbron fanns kallades platsen för Kalix färjställe. Det fanns färjkarlar på plats som kunde ro en över till andra sidan älven till Rolfs, då det innan 1930 inte fanns någon bro över älven. Båten kunde frakta ett antal personer plus en häst med vagn. På ett foto från 1917 kan man även se att färjan då kunde transportera över rätt mycket tung last, då man ser den frakta över 2 fordon plus häst och vagn. Ibland kunde det även läggas ut träplankor så att man lättare kunde vandra över isen. Det fanns även ett kafé vid färjstället där man kunde ta sig en paus medan man väntade på färjan.